# وان کایان
وان کایان (انگلیسی: Wan Qian؛ زادهٔ ۱۴ مهٔ ۱۹۸۲) بازیگر، و خواننده اهل چین است. وی از سال ۲۰۰۲ میلادی تاکنون مشغول فعالیت بوده است.
از فیلم‌ها یا برنامه‌های تلویزیونی که وی در آن نقش داشته است می‌توان به دریاچه غاز وحشی اشاره کرد.